# OM (Rockjazz-Band)
OM ist eine Schweizer Band des Rock Jazz, die zunächst zwischen 1972 und 1982 aktiv war und heute nur gelegentlich auftritt.

## Geschichte
Die Gruppe, deren Musiker teilweise schon länger in verschiedenen Rockbands zusammengespielt hatten, formierte sich nach einem Engagement am Stadttheater Luzern, zunächst unter dem vorläufigen Namen Superflex, bevor sie ihren Namen von einer Platte von John Coltrane übernahm. Die Band verstand sich, obwohl die meisten Stücke von Christy Doran eingebracht wurden, als Kollektiv und erarbeitete die Stücke auf gemeinsamen Proben: „Eine lustvolle, klare, phantasiereiche, totale Musik, jenseits der Modeschatten; nicht fixiert auf Kontrapunktik (die sie auch beherrschen); nicht Gebetsmusik zur Illustration der antizivilisatorischen Verbeugung gen Osten (..); nicht Free-Abklatsch und electric-jazz-Kunstgewerbe.“ (Wilhelm F. Liefland)
Nicht nur die elektrische Gitarre war mit vielen elektronischen Geräten, etwa  Ringmodulator, Delays, gekoppelt. OM war eine der ersten europäischen Jazzgruppen, die immer einen Sound-Ingenieur dabei hatte, da sie „mit Sound arbeitete ..., also auch mit einem elektrisch verstärkten Kontrabass mit Bodeneffekten (..), einer Anlage mit Hall-Effekten für Saxophon, z. T. war auch das Schlagzeug und die Perkussion verstärkt.“ OM spielte auf dem Montreux Jazz Festival 1974 und auf hunderten von Konzerten in Europa; sie wurde nicht nur in der Schweiz, sondern vor allem auch in Deutschland sehr  bekannt. Seit 1977 trat die Band regelmäßig mit Dom Um Romão auf, seltener auch mit weiteren Musikern, etwa Keyboardern wie dem Österreicher Peter Ponger.
Das Magazin Rolling Stone wählte ihr Album OM with Dom Um Romao von 1978 in seiner Liste Die 100 besten Jazz-Alben auf Platz 90.

## Wiederzusammenführung
Die vier Musiker von OM spielten erstmals wieder 2006 anlässlich einer Ausstellung über die 1960er und 1970er Jahre im Natur-Museum Luzern zusammen. Seitdem sind sie mehrfach gemeinsam aufgetreten, so auf den Jazzfestivals von Willisau (2008, Album) und Schaffhausen (2010, Rundfunkmitschnitt). Dabei wärmten sie nicht im Sinne einer „Reunion“ ihre alte Musik wieder auf, sondern bauten auf den Erfahrungen auf, die die einzelnen Mitglieder seitdem, auch in der Neuen Improvisationsmusik gemacht haben. Nach dem Tod von Fredy Studer entschieden die verbliebenen Mitglieder der Band, den 50. Geburtstag der Gruppe mit drei CD-Release-Konzerten im Luzerner The Space „In Memoriam Fredy Studer“ zu begehen.

## Diskografie
- Montreux – Live and More (1974, Indian Records)
- Kirikuki (1975, JAPO Records)
- Rautionaha (1976, JAPO)
- With Dom Um Romão (1977, JAPO)
- Cerberus (1980, JAPO)[6]
- A Retrospective (1976–1980, ECM)[7]
- Fredy Studer / Christy Doran: Half a Lifetime (1979–82, Unit)[8]
- Willisau (2008, Intakt Records)
- It`s About Time (2020, Intakt Records)[9]
- OM 50 (2022, Intakt Records)[10]